# Daniel Pollen
Daniel Pollen (ur. 2 czerwca 1813 w Dublinie  – zm. 18 maja 1896 w Nowej Zelandii) – nowozelandzki polityk, w latach 1875–1876 premier Nowej Zelandii.
Był z pochodzenia Irlandczykiem, dorastał w Dublinie i w Waszyngtonie, gdzie jego ojciec był zatrudniony przy budowie Kapitolu. Zdobył wykształcenie medyczne, a następnie wyjechał do Nowej Południowej Walii. Wkrótce potem przeniósł się do Nowej Zelandii, gdzie początkowo pracował jako koroner, a następnie znalazł zatrudnienie jako lekarz w kopalni na wyspie Kawau. W 1852 stanął na czele administracji superintendenta (szefa władz lokalnych) Prowincji Auckland. W 1856 trafił do legislatury prowincji. Dwa lata później objął urząd komisarza dóbr królewskich w tym regionie, a w 1861 zawitał do Rady Legislacyjnej (izby wyższej parlamentu) całej kolonii.
W latach 1867–1868 na własne życzenie pozostawał poza parlamentem, pełniąc w tym czasie funkcję przedstawiciela rządu centralnego przy władzach prowincji Auckland. Od 1869 był członkiem rządu - najpierw w gabinecie Edwarda Stafforda, a następnie Juliusa Vogela. Ten ostatni spędzał znaczną część swojego okresu urzędowania poza granicami kolonii. W lipcu 1875 Pollen objął tymczasowo urząd premiera, na czas najdłuższego wyjazdu Vogela, który potrwał do lutego 1876. Następnie zgodnie z umową oddał władzę z powrotem w ręce Vogela (który zresztą dzierżył ją jeszcze tylko przez kilka miesięcy). Żył jeszcze 19 lat, cały ten czas zasiadając w parlamencie. Zmarł w 1896 w wieku 82 lat.